# Цилиндрическая часть котла
Цилиндрическая часть огнетрубного котла является его основной частью, так как именно в ней происходит основное парообразование. Как правило, под цилиндрической частью подразумевают пространство между задней и передней трубчатыми решётками, то есть то пространство, которое занимают дымогарные трубы.
Несмотря на название, цилиндрическая часть не всегда является строго цилиндрической, что обусловлено различными конструктивными причинами. Прежде всего это связано с тем, что она состоит из нескольких барабанов, которые соединяются телескопическим методом, то есть вложением друг в друга. Такая схема позволяет повысить прочность котла, что весьма важно, ввиду высоких давлений пара. Эти барабаны, как правило, цилиндрические, но некоторые из них имеют коническую форму, из-за чего у котла диаметр от дымовой коробки к топке постепенно увеличивается. Это прежде всего обусловлено увеличенными размерами топки, а также тем что именно в задней части котла происходит основное парообразование (согласно утверждениям известного академика Сергея Сыромятникова, на переднюю половину трубчатой части котла приходится около 15 % от общего производимого объёма). По этой причине конструкторы и стараются сделать диаметр передней части котла меньше задней, тем самым получив выигрыш в весе и пространстве. Цилиндрический котел весьма прост, удобен для осмотра и очистки, но имеет малую поверхность нагрева или же занимает слишком много места в длину.
Также, чаще всего, именно в цилиндрической части расположен пароперегреватель, а наверху устанавливается паровой колпак.